# Викрадач дітей
«Викрадач дітей» (італ. Il Ladro di bambini) — італійський кінофільм, драма 1992 року режисера Джанні Амеліо. Переглядати рекомендується дітям від 13 років і спільно з батьками.

## Сюжет
Карабінер Антоніо отримує наказ доставити двох дітей (Розетту і її брата Лучано) з Мілана в притулок на Сицилії. Їхня мати була арештована за те, що примушувала 11-річну Розетту займатися проституцією. Спочатку відносини Антоніо і дітей досить натягнуті, але поступово вони стають друзями.